# NGC 6107
NGC 6107 est une vaste galaxie elliptique située dans la constellation de la Couronne boréale. Sa vitesse par rapport au fond diffus cosmologique est de 9 237 ± 16 km/s, ce qui correspond à une distance de Hubble de 136,2 ± 9,5 Mpc (∼444 millions d'al). NGC 6107 a été découverte par l'astronome français Édouard Stephan en 1880.
En raison d'une brillance de surface égale à 14,34 mag/am2, on peut qualifier NGC 6107 de galaxie à faible brillance de surface (LSB en anglais pour low surface brightness). Les galaxies LSB sont des galaxies diffuses (D) avec une brillance de surface inférieure de moins d'une magnitude à celle du ciel nocturne ambiant.
À ce jour, cinq mesures non basées sur le décalage vers le rouge (redshift) donnent une distance de 134,600 ± 32,354 Mpc (∼439 millions d'al), ce qui est à l'intérieur des valeurs de la distance de Hubble.